# Château de Plieux
Le château de Plieux, bâti au XIVe siècle à Plieux (Gers) est un château de « type gascon ».
Il a été classé monument historique en 1994.

## Historique
C’est un des derniers châteaux gascons : bâti en 1340 sur l’emplacement d’un castrum ou d’une motte castrale, par la famille de Faudoas. Il se compose d’un corps central rectangulaire et de deux tours carrées situées sur deux angles opposés, dont les noms font référence aux villages avec lesquels elles étaient sans doute en contact visuel : au nord-ouest, la tour Sainte-Mère, haute de 26 mètres ; au sud-est, la tour Saint-Clar, arasée au niveau du corps principal à une époque inconnue. La tour Sainte-Mère servait probablement de porte d’entrée au village, par deux portes dont l’une, à l’extérieur, fut ensuite murée et l’autre très fortement remaniée.
Le château, traditionnellement pauvre en ouvertures, fut remanié à la fin du Moyen Âge ou à la Renaissance : on y perça de nombreuses baies qui ouvraient la vue sur la campagne environnante jusqu’aux Pyrénées, mais au détriment de la solidité. On leur doit peut-être la disparition du chemin de ronde qui régnait sur le sommet des murs, avec des consoles supportant des mâchicoulis. Certaines baies durent être rebouchées.
La présence des mâchicoulis sur trois côtés du bâtiment témoigne de la construction tardive et de l’ultime évolution du château gascon, qui jusque-là, du moins d’après les témoins qui subsistent, n’étaient pas munis de tels perfectionnements.
Propriété successive des familles de Faudoas, de Galard de L'Isle-Bouzon, des Poubersac, des Rochechouart, le château servit rarement de résidence permanente. Sa fonction était plus militaire, encore qu’il n’eut pas à subir de grave avanie.

### Époque contemporaine
L’écrivain Renaud Camus, qui y demeure, en a fait un centre d’expositions d’art contemporain et de rencontres culturelles. Il y expose notamment les œuvres de l'artiste peintre et sculpteur Jean-Paul Marcheschi.

## Galerie

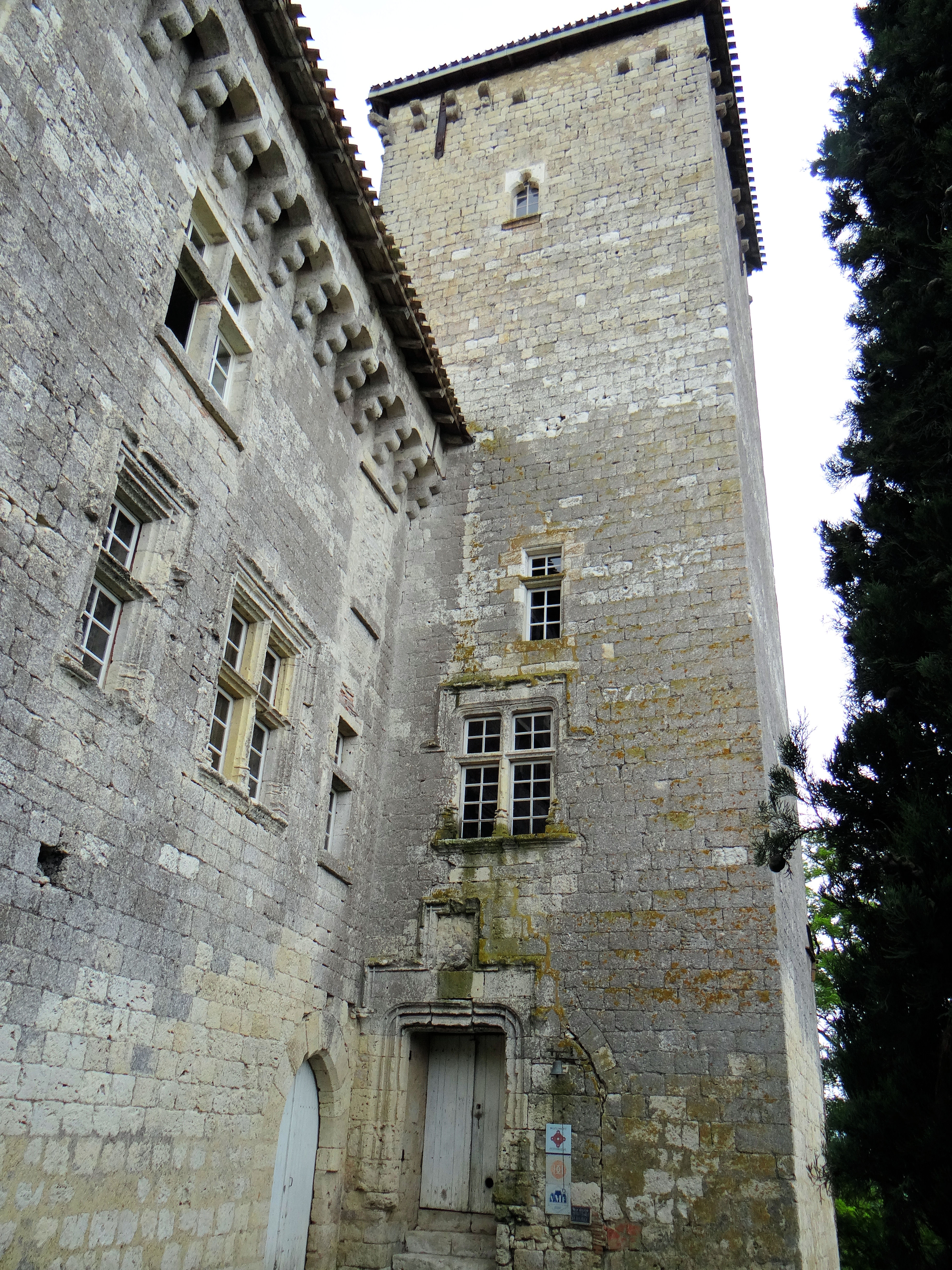
L'entrée et la tour.
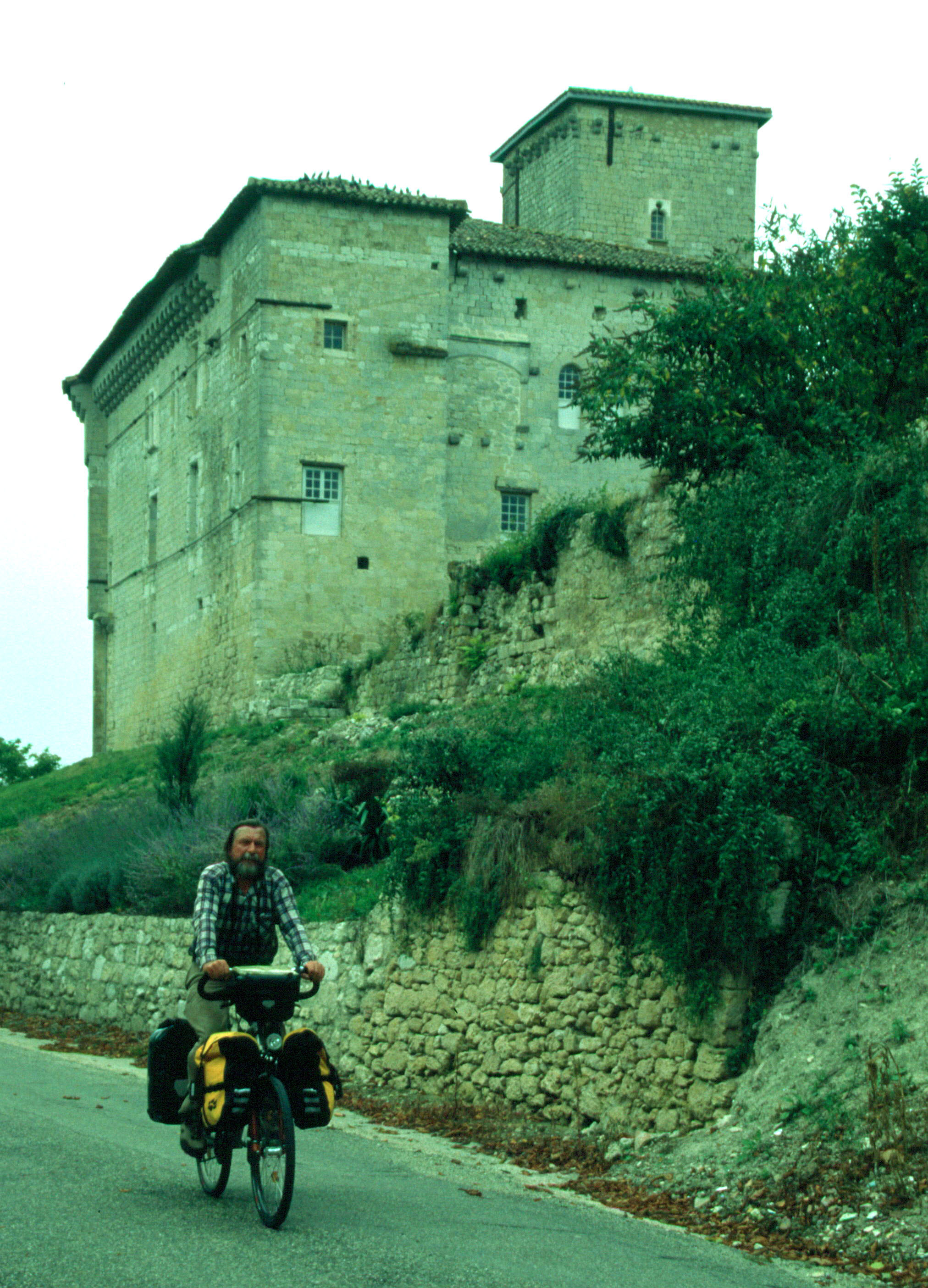
L'édifice en 2001.
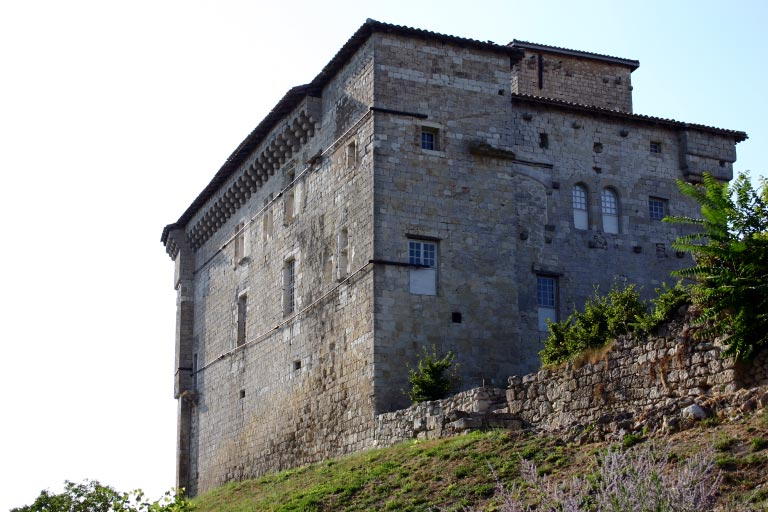
Vue sud-est.
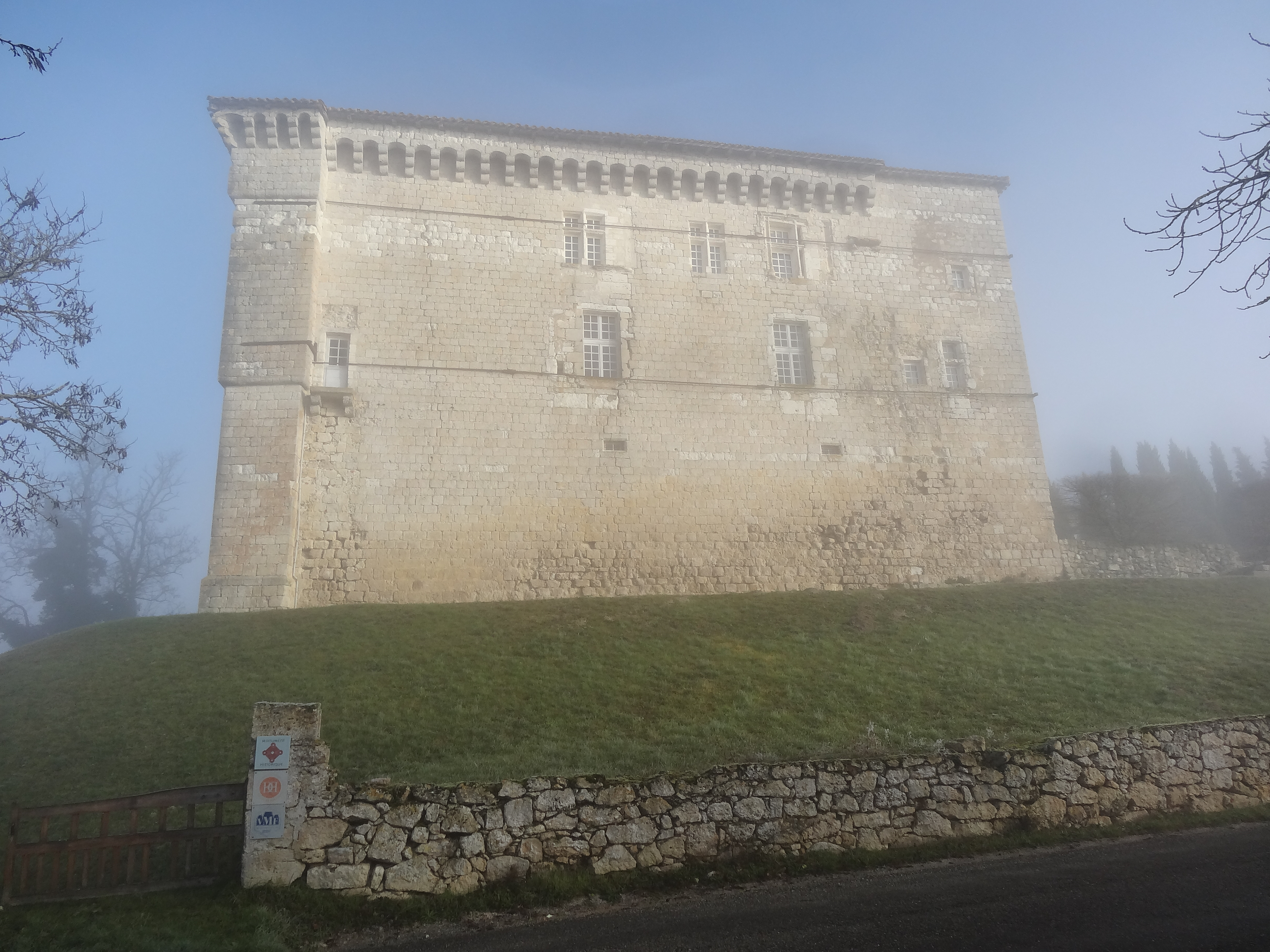
Le château en 2021 par une matinée de brouillard.
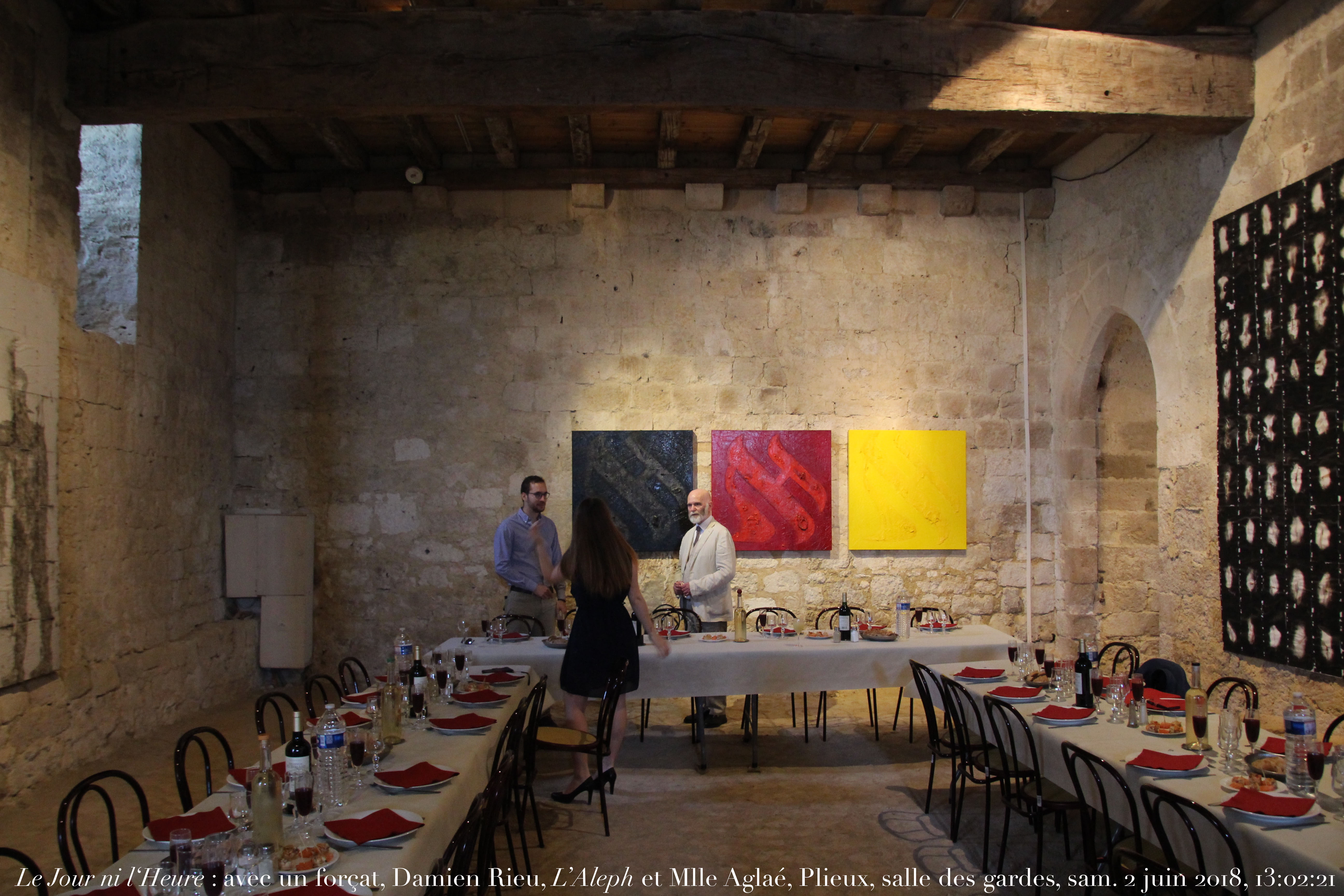
La première salle des Gardes.